# Жан Лукас
Жан Лукас (на френски: Jean Lucas) е бивш пилот от Формула 1.
Роден на 25 април 1917 година в Льо Ман, Франция.

## Формула 1
Жан Лукас прави своя дебют във Формула 1 в Голямата награда на Италия през 1955 година. В световния шампионат записва 1 състезания като не успява да спечели точки. Състезава се за Гордини.